# Dichiarazione sulla razza
La Dichiarazione sulla Razza venne emessa dal Gran Consiglio del Fascismo il 6 ottobre 1938 e costituisce uno dei principali documenti delle cosiddette leggi razziali promulgate dal fascismo.
Il documento fu pubblicato dal "Foglio d'ordine" del Partito Nazionale Fascista il 26 ottobre 1938, e successivamente adottato dal regio decreto legge del 17 novembre 1938.